# Giuseppe Sinopoli
Giuseppe Sinopoli (2. listopadu 1946 Benátky – 20. dubna 2001 Berlín) byl italský dirigent a hudební skladatel. Narodil se v Benátkách a studoval na zdejší konzervatoři Benedetta Marcella. Mimo hudby studoval medicínu na Padovské univerzitě. Později studoval dirigování na vídeňské hudební akademii a následně sám působil jako pedagog. Skládal převážně serialistickým stylem. V letech 1984 až 1994 byl hlavním dirigentem londýnského orchestru Philharmonia Orchestra. Od roku 1992 do své smrti byl šéfdirigentem orchestru Sächsische Staatskapelle Dresden. Zemřel roku 2001 ve věku 54 let.